# Volt Malta

Krajowe sekcje Volt Europa. Granice Unii Europejskiej zaznaczono na czerwono.

Volt Malta – partia polityczna na Malcie, jednocześnie maltański oddział Volt Europa, eurofederalistyczna i postępowa paneuropejska partia i ruch polityczny, który opowiada się za większą współpracą międzypaństwową w całej Europie.

## Historia

### Założenie
Volt Malta została założona w 2020, zaś została zarejestrowana jako partia 30 kwietnia 2021. To czyni ją 16. krajowym przedstawicielem Volt Europa zarejestrowanym jako partia.
W 2022 partia wzięła udział w swoich pierwszych wyborach powszechnych.

## Zasady
Jako część europejskiej sieci Volt Malta stosuje paneuropejskie podejście do wielu obszarów polityki, takich jak zmiany klimatyczne, migracja, nierówności ekonomiczne, konflikty międzynarodowe i wpływ rewolucji technologicznej na rynek pracy.
Ponadto partia postanowiła zająć się szerokim zakresem problemów na Malcie, takich jak korupcja – poprzez promowanie przejrzystego zarządzania i podziału władzy, lub ochrona środowiska i klimatu poprzez położenie nacisku na gospodarkę o obiegu zamkniętym.

### Polityka imigracyjna i azylowa
Volt opowiada się za europejskim systemem azylowym i humanitarnym podejściem do uchodźców i migrantów zarobkowych. Partia uważa, że należy promować wśród uchodźców i osób ubiegających się o azyl kursy językowe i kursy dotyczące europejskich norm kulturowych i obywatelskich.

### Polityka zdrowotna i społeczna
Volt angażuje się w prawa seksualne i reprodukcyjne i wzywa do dekryminalizacji aborcji oraz uznania wszystkich środków antykoncepcyjnych jako leków podstawowych. Postulaty te czynią ją pierwszą partią pro-choice na Malcie. Grupa podkreśla to również poprzez #IneedMAP!, inicjatywę mającą na celu poprawę dostępu do pigułki „Dzień po” (MAP), mapując apteki sprzedające MAP. Zapłodnienie in vitro powinno być legalne i przeprowadzane z wyprzedzającymi badaniami genetycznymi w celu wykluczenia chorób. W październiku 2021 współprzewodnicząca Alexia DeBono stwierdziła, że nawet serial Sex Education na platformie Netflixa zapewnia lepszą edukację seksualną niż obecny program nauczania. Wezwała do wdrożenia opartego na faktach programu nauczania i edukacji seksualnej wolnej od doktryn, która umożliwiałaby młodym ludziom dokonywanie świadomych wyborów i odkrywanie siebie w otwartym, wolnym od piętna środowisku. Edukacja seksualna powinna być gwarantowana w szkołach państwowych, prywatnych i prowadzonych przez związki wyznaniowe, niezależnie od typu szkoły. Tzw. „ubóstwo menstruacyjne” (ang. period poverty) to coś, z czym partia chce walczyć i opowiada się za darmowymi produktami menstruacyjnymi w placówkach oświatowych, publicznych placówkach zdrowia i szpitalach, bankach żywności, więzieniach, schroniskach dla bezdomnych i toaletach publicznych, oraz objęciem produktów menstruacyjnych stawką 0% VAT.
Pracownicy służby zdrowia powinni otrzymać dodatek do wynagrodzenia za pracę wykonaną podczas pandemii.
Volt opowiada się za legalizacją konopi indyjskich i wzywa do bardziej postępowej reformy niż wcześniejsza. Partia proponuje limit 25 gramów w przypadku osobistego posiadania i używania. Uzależnienie należy traktować jako problem medyczny, a nie kryminalny. W tym celu zamiast dotychczas planowanego organu ds. konopi indyjskich należy powołać organ ds. narkotyków rekreacyjnych, aby umożliwić badania i wytyczne dotyczące różnych narkotyków oraz lepiej zwalczać czarny rynek. Partia przedstawiła swoje propozycje w tej sprawie do Białej Księgi, mającej na celu opracowanie wytycznych dotyczących postępowania z narkotykami na Malcie.
Płaca minimalna na Malcie ma zostać do 2025 podniesiona do wartości 1100 euro w oparciu o zalecenia Komisji Europejskiej dotyczące 60% mediany wynagrodzenia w danym kraju. Aby zapewnić prawo do płacy minimalnej wystarczającej na utrzymanie, w Krajowym Urzędzie Statystycznym powinien zostać utworzony Living Wage Directorate (dział ds. płacy wystarczającej na utrzymanie), odpowiedzialny za regularne obliczanie tej płacy.
Rodzice powinni mieć prawo do 20 tygodni pełnopłatnego urlopu rodzicielskiego, niezależnie od płci, orientacji seksualnej a także, jeśli wybierają adopcję lub macierzyństwo zastępcze. W tej kwestii partia ma na celu wspieranie równości płci i zwalczanie dyskryminacji ze strony pracodawców. Partia popiera uznanie kobietobójstwa za odrębne przestępstwo i włączenie go do kodeksu karnego.
Partia chce, aby praca w sektorze seksualnym została uregulowana. Volt proponuje nałożenie kar więzienia na nielegalnych właścicieli burdeli i handlarzy ludźmi oraz utworzenie usług wsparcia dla osób zmuszanych do prostytucji. Osoby świadczące usługi seksualne również powinny mieć możliwość rejestracji, a burdele powinny być organizowane wyłącznie w formie spółdzielni, aby zapobiegać sutenerstwu. Osoby świadczące usługi seksualne powinny mieć ukończone 21 lat, klienci muszą mieć co najmniej 18 lat, aby kwalifikować się do odpowiednich usług, należy zakazać seksu bez zabezpieczenia, a regularne badania pod kątem chorób przenoszonych drogą płciową powinny stać się obowiązkowe.
Volt rozróżnia trzy formy eutanazji: eutanazję bierną, wspomaganą i czynną, przy czym partia odrzuca tę ostatnią i proponuje środki towarzyszące oraz usługi doradcze.

### Przejrzystość i rządzenie
Volt Malta wspiera europejską inicjatywę obywatelską „Wyborcy bez granic”, która wzywa do zapewnienia obywatelom UE praw do głosowania na poziomie lokalnym i krajowym. Jeżeli inicjatywa odniesie sukces, mogłaby zapewnić im dostęp do wyborców z zagranicy, którzy obecnie nie mogą głosować w wyborach powszechnych i nie identyfikują się ani z Partią Narodową ani z Partią Pracy.
W ramach wysiłków partii na rzecz większej przejrzystości finansów partii, grupa rozpoczęła kampanię #PolitikaOnesta, która zapewnia użytkownikom zestawienie wydatków na reklamę partyjną w okresach od jednego dnia do 90 dni. Partia postuluje, aby wszystkie finanse partii politycznych podlegały wyłącznie prawu dotyczącemu finansowania partii, a nie połączeniu prawa dotyczącego finansowania partii politycznych i prawa spółek.
Volt żąda, aby kanały telewizyjne ONE i NET, będące własnością odpowiednio Partii Pracy i Partii Narodowej, nie podlegały już przepisom prawa spółek, ponieważ można je wykorzystać do obejścia zasad finansowania partii i ukrycia darowizn. Partia krytykuje także nadawców za otrzymanie wsparcia finansowego podczas pandemii Covid-19, co zapewniło partiom stojącym za nimi dofinansowanie przez państwo z pieniędzy podatników.
Należy wprowadzić stałą kadencję parlamentu.
Organ pozarządowy ma przeprowadzić audyt i przegląd funkcjonowania całego sektora publicznego oraz opublikować wyniki. W następstwie tego ma zostać opracowana rządowa cyfrowa prezentacja wydatków.

### Cyfryzacja
Partia wspiera promocję infrastruktury cyfrowej. Należy dostosować ustawodawstwo, aby umożliwić „hacking w białym kapeluszu”, określany też jako „etyczne hakerstwo” i wzywa firmy prowadzące działalność cyfrową do wprowadzenia programów premiujących.

### Polityka gospodarcza
Aby promować małe i średnie przedsiębiorstwa (MŚP) i start-upy, Volt wspiera orientację na model nowozelandzki z zachętami do reinwestycji zysków, tworzenia nowych miejsc pracy i większego wsparcia dla infrastruktury cyfrowej. Promowanie akredytowanej sieci firm venture capital i aniołów biznesu ma na celu zwiększenie kwoty kapitału wysokiego ryzyka i uczynienie go bardziej przejrzystym. Celem jest ułatwienie firmom rozpoczynania działalności oraz ich rozwoju. Tworzenie firm ma być wspierane także poprzez tworzenie inkubatorów przedsiębiorczości. Prawo spółdzielcze powinno zostać zmodernizowane, aby uczynić gospodarkę bardziej odporną na kryzys.
Turystyka ma być w większym stopniu nastawiona na jakość i odejść od skupiania się na turystach krótkoterminowych. W tym celu partia chce otworzyć Amerykę Północną jako nowy rynek i przyciągnąć osoby pochodzenia maltańskiego jako grupę docelową. Ma to przyciągnąć bezpośrednie inwestycje zagraniczne na Maltę.
Partia proponuje promowanie rolnictwa pionowego, agrotechnologii i robotyki w celu dywersyfikacji gospodarki i sektora badawczego na rzecz zrównoważonego wzrostu gospodarczego. Gospodarka na Gozo powinna zostać uniezależniona, szczególnie poprzez promocję technologii rolniczej. W tym celu partia proponuje utworzenie Agritech Start-up Centrum na Gozo.
Sektory gospodarki o wysokim priorytecie należy promować poprzez ukierunkowane podwyższanie stypendiów. Partia proponuje także program premiowy za ukończenie kursów z zakresu wiedzy finansowej.

### Ochrona środowiska i klimatu
Volt sprzeciwia się finansowaniu przez UE gazociągu służącego do transportu skroplonego gazu ziemnego (LNG) na Maltę i opowiada się za skupieniem się na tzw. zielonym wodorze (GH2) i innych gazach odnawialnych. Przeprowadzone zostanie studium wykonalności w celu zbadania zastosowania GH2 na Malcie, ale ogólny nacisk zostanie położony na energię odnawialną.
Sektor transportu należy przeprojektować w celu ograniczenia emisji. W tym celu należy promować strefy dla pieszych, a centra miast uczynić bardziej przyjaznymi dla pieszych i pozbawionymi barier. Jazda na rowerze ma być wspierana przez wydzielone ścieżki rowerowe, koncepcje udostępniania rowerów oraz rozbudowę miejsc parkingowych dla rowerów. Ponadto należy promować transport publiczny poprzez utworzenie całodobowego systemu autobusowego i rozwój usług autobusów nocnych. System jednego biletu ma na celu promowanie przejścia na transport publiczny.
Należy promować rolnictwo miejskie, komunalne i ogrodnictwo w celu ograniczenia emisji.

### Polityka europejska
Volt dąży do federalnego państwa europejskiego zamiast ponadnarodowego systemu UE. W tym celu należy przyjąć Konstytucję Europejską. Wspólny rząd europejski byłby wówczas odpowiedzialny za dziedziny takie jak obronność i stosunki zagraniczne, a rządy regionalne za sprawy społeczne i edukację.

## Wybory parlamentarne 2022
Partia wystartowała w wyborach powszechnych w 2022. Thomas „Kass” Mallia była pierwszą kobietą transpłciową, która wystartowała w wyborach powszechnych na Malcie, kandydując z ramienia partii w okręgach 10 i 11. Dołączyła do niej współprzewodnicząca partii Alexia DeBono, która kandydowała w okręgach 8 i 9. Tak więc partia wystartowała w 4 z 13 okręgów w kraju z 2 kandydatami. W okresie poprzedzającym wybory partia wezwała Maltę do umożliwienia obywatelom mieszkającym za granicą głosowania za pośrednictwem ambasady, konsulatu lub drogą pocztową.
1 marca 2022 partia opublikowała 54-stronicowy manifest wyborczy, w którym położono nacisk na ekspansję i ochronę prawnie zagwarantowanych praw człowieka, szczególnie w obszarach spraw społecznych i finansowych, edukacji, zdrowia, transportu i migracji. Volt walczył pod hasłem „Ivvota Aħjar. Ivvota Volt” (Głosuj lepiej. Głosuj na Volt).
W okresie poprzedzającym wybory, w ramach kampanii #PolitikaOnesta (Uczciwa Polityka), Volt poprosił wszystkich kandydatów o podpisanie oświadczenia o nie faworyzowaniu głosów w wyborach. Oprócz kandydatów Volta pod deklaracją podpisali się kandydaci ADPD i kandydat niezależny Arnold Cassola, ale tylko pięciu z dwóch głównych partii – Partit Laburista i Partit Nazzjonalista.
Podczas kampanii wyborczej partia wydała na marketing 61,40 euro. Ponadto DeBono i Mallia wydały odpowiednio 279 i 180 euro na swoje kampanie osobiste, co obejmowało opłatę rejestracyjną w wysokości 180 euro na kandydata.

### Izba Reprezentantów
| Wybory | Liderzy                   | Głosy | %     | Miejsca zdobyte | +/– | Pozycja | Status           |
| ------ | ------------------------- | ----- | ----- | --------------- | --- | ------- | ---------------- |
| 2022   | Alexia DeBono Arnas Lasys | 382   | 0,13% | 0/79            | 0   | 6       | Poza parlamentem |

Źródło:

## Wybory lokalne 2024
Volt Malta zapowiada swój udział w wyborach do rad lokalnych na Malcie w 2024, lecz do tej pory (listopad 2023) partia nie wystawiła jeszcze swoich kandydatów. 